# 와타베 아츠로
와타베 아츠로(일본어: 渡部 篤郎, 1968년 5월 5일 ~ )는 일본의 배우이다. 도쿄도 신주쿠구 출신으로, 본명은 와타베 아츠시이다. 

## 내력
- 데뷔 전에는 어머니의 가게를 돕거나 아르바이트를 하며 지냈고, 엑스트라 아르바이트를 계기로 연기자의 길을 걷게된다.
- 단바 데쓰로가 운영하던 연극 학교 단바도장에 소속되어 로망 포르노에도 출연했다.
- 1995년, 오에 겐자부로 원작, 이타미 주조 감독의 영화 《조용한 생활》에서 장애인 아들을 연기하며 일본 아카데미상 신인상과 우수 남우주연상을 수상했다.
- 2008년 영화 《말이 없는 겨울》로 영화 감독 데뷔했으며, 같은 해 10월에 열린 제21회 도쿄 국제 영화제 경쟁 부문에 진출했다.

## 출연
진링의 13소녀 2013년작 비터블러드 2014년작 구로코치등등

### 드라마
- 케이조쿠 (1999년 1월 ~ 3월) 마야마 토오루 역
  - 케이조쿠 특별편 (팬텀) (1999년 12월 24일)
- 뷰티플 라이프 (2000년 1월 ~ 3월)
- 영원의 아이 (2000년 4월 ~ 6월)
- 호조 토키무네 (2001년)
- 사랑하고파 (2001년 7월 ~ 9월) 아카이 료스케 역 (주연)
- 퍼스트 러브 (2002년 4월 ~ 6월)
- 사랑따윈 필요없어, 여름 (2002년 7월 ~ 9월) 시라토리 레이지 역 (주연)
- 백야행 (2005년 1월 ~ 3월) 마츠우라 이사무 역 (특별출연)
- 루키즈 (2008년 4월) 특별출연
- 룸 오브 킹 (2008년 10 ~ 11월)
- 갓 핸드 테루 (2009년 4월 ~ 5월)
- 결당! 노인당 (2009년 8월 9일)
- 외사경찰 (2009년 11월 ~ 12월)
- 불과 해류 (2009년 12월 21일)
- 바른생활 사나이 (2010년 1월 ~ 3월)
- 아름다운 이웃 (2011년 1월 ~ 3월) 야노 신지 역
- 재생거류 (2011년 3월 6일)
- 변두리 로켓 (2011년 8월 ~ 9월)
- 시장은 데릴사위(2012년 5월~ 7월)
- 도쿄 전력 소녀 (2012년 10월 ~ 12월) 스즈키 타쿠야 역
- 여자와 남자의 열대 (2013년)
- 쩐의 전쟁 (2015년)

### 영화
- 1995년 《조용한 생활》
- 1996년 《스왈로우테일 버터플라이》
- 2000년 《케이조쿠: Beautiful Dreamer》
- 2004년 《제브라맨》
- 2009년 《러브 익스포져》
- 2011년 《하드 로맨티커》
- 2012년 《외사경찰》